# Alois Roland
Pour les articles homonymes, voir Roland (homonymie).
Alois Roland est un architecte naval belge. Il est notamment connu pour avoir dessiné des dériveurs légers tels que l’Europe,.